# Impatiens repens
Impatiens repens är en balsaminväxtart som beskrevs av Alexander Moon. Impatiens repens ingår i släktet balsaminer, och familjen balsaminväxter. Inga underarter finns listade i Catalogue of Life.